# Valas-klass
Valasklass är en fartygsklass bestående av transportfartyg används av den finska marinen.
Mursu är ett dykfartyg. Fartyget fungerar som stöd för dykarna och är utrustad med en tryckkammare och flera gummibåtar.

## Fartyg i klassen
| Fartyg            | Skeppsnummer | I tjänst |
| ----------------- | ------------ | -------- |
| Valas             | 97           | 1980     |
| Mursu (dykfartyg) | 98           | 1980     |
| Vaarlahti         | 222          | 1980     |
| Vahakari          | 121          | 1979     |
| Vänö              | 323          | 1981     |

## Galleri

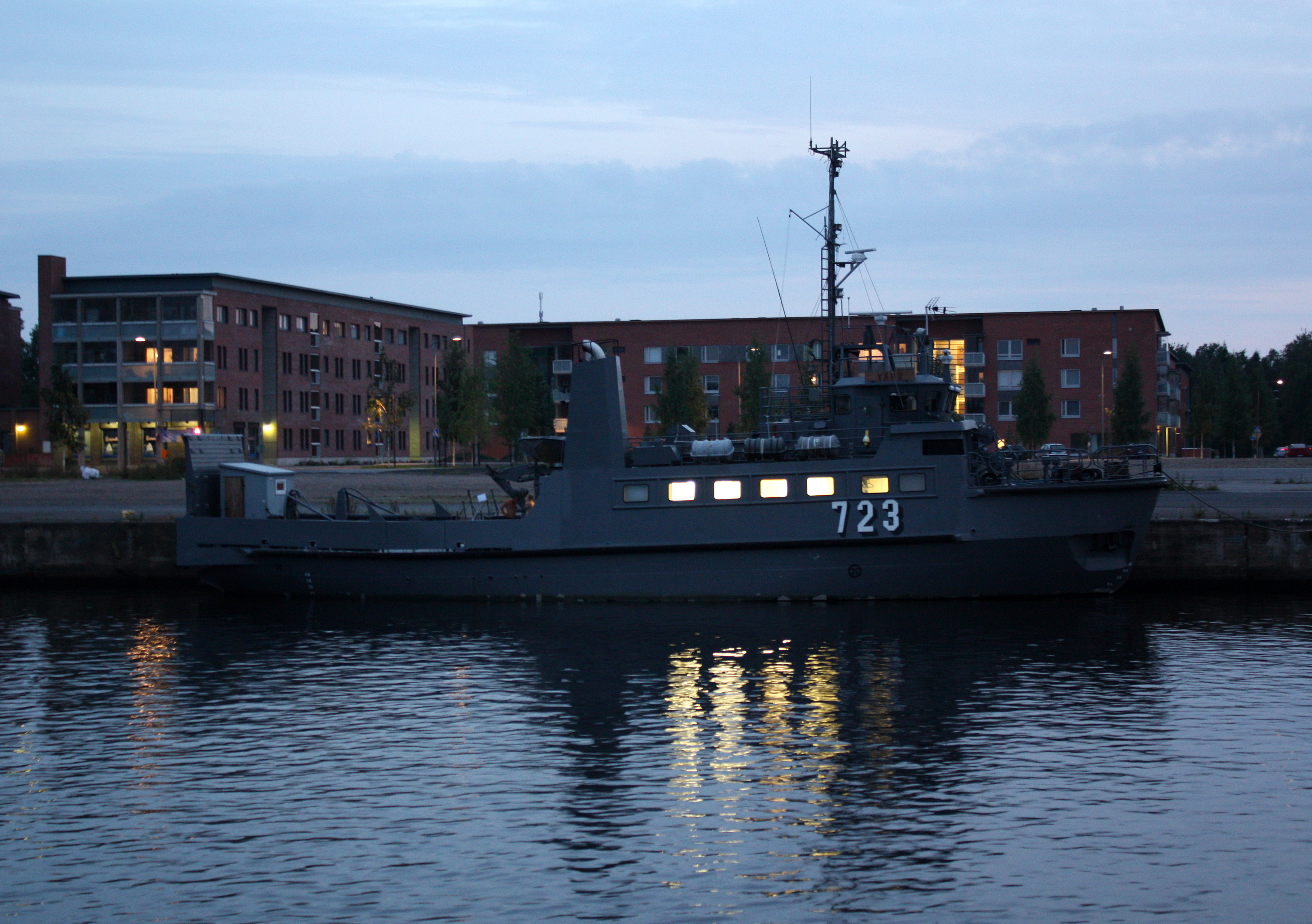
Vänö
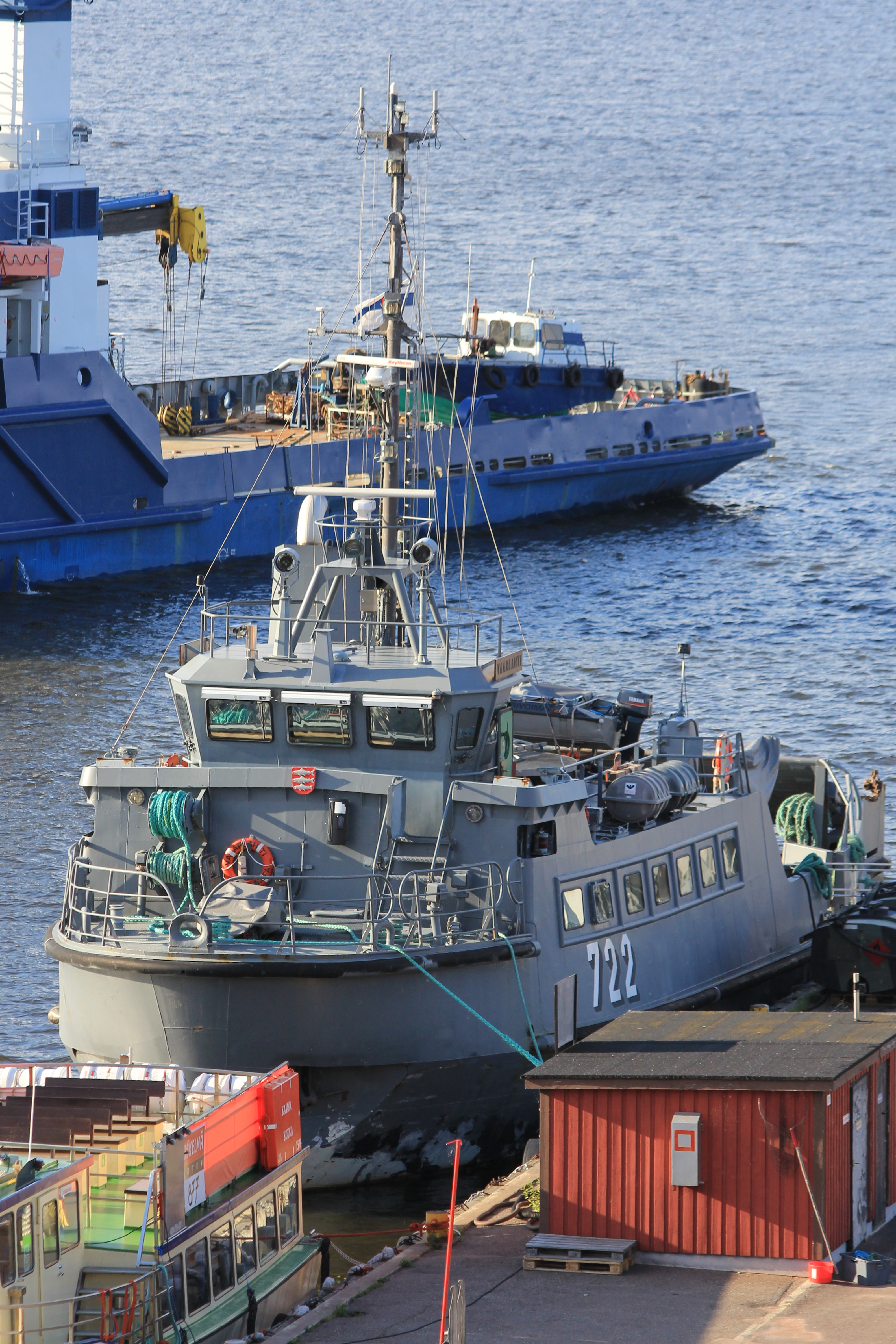
Vaarlahti